# Cyclopecten pellucidulus
Cyclopecten pellucidulus is een tweekleppigensoort uit de familie van de Propeamussiidae. De wetenschappelijke naam van de soort is voor het eerst geldig gepubliceerd in 1995 door Dijkstra.